# Suiza en los Juegos Paralímpicos de Río de Janeiro 2016
Suiza estuvo representada en los Juegos Paralímpicos de Río de Janeiro 2016 por un total de 24 deportistas, 14 hombres y 10 mujeres.

## Medallistas
El equipo paralímpico suizo obtuvo las siguientes medallas:
| Nombre            | Deporte          | Evento                |
| ----------------- | ---------------- | --------------------- |
| Oro               |                  |                       |
| Marcel Hug        | Atletismo        | 800 m T54 masculino   |
| Marcel Hug        | Atletismo        | Maratón T54 masculino |
| Plata             |                  |                       |
| Marcel Hug        | Atletismo        | 1500 m T54 masculino  |
| Marcel Hug        | Atletismo        | 5000 m T54 masculino  |
| Bronce            |                  |                       |
| Tobias Fankhauser | Ciclismo en ruta | Ruta H2 masculino     |